# Baby Shark
Baby Shark (Tiếng Việt: Cá mập con) là một bài hát thiếu nhi với nội dung về một gia đình cá mập và là video có lượt xem nhiều nhất trên YouTube.

## Hình thành bài hát
Baby Shark lần đầu tiên được thể hiện từ một video YouTube năm 2007 có tên "Kleiner Hai" được xuất bản bởi Alexandra Müller. Nó đã trở nên nổi tiếng sau khi được tải. Phiên bản này được thiết lập theo chủ đề và kể câu chuyện về một con cá mập bé lớn lên và đi ăn thịt những con vật dưới nước và người đang bơi. Alemuel, thể loại nhạc trong bài hát được cung cấp một bản thu âm của hãng EMI Müller, xuất bản bài hát kèm theo nhịp disco vào ngày 30 tháng 5 năm 2008. Đĩa đơn đạt vị trí thứ 25 trong bảng xếp hạng bài hát Đức và 21 của Áo. Dựa trên video đơn và video gốc, cộng đồng Youtube đã tạo một video nhạc phổ biến, đây là một ví dụ điển hình về cộng đồng. Phiên bản tiếng Đức của bài hát vẫn còn phổ biến trong các nhóm thanh thiếu niên Đức và nhiều biến thể đã được xuất bản kể từ khi nó trở nên phổ biến lần đầu tiên vào năm 2007.

## Nổi tiếng
Sự nổi tiếng của Baby Shark được bắt nguồn từ Pinkfong - hãng ca nhạc của SmartStudy, một công ty giáo dục và giải trí Hàn Quốc, nhờ bài hát Baby Shark lần đầu tiên được ra mắt vào tháng 11 năm 2015. Phiên bản này của bài hát bắt đầu với các quán bar từ bản giao hưởng số 9 của Antonín Dvořák, gợi nhớ đến âm nhạc từ bộ phim Jaws. Bài hát có một gia đình của cá mập đi săn một bầy cá nhỏ nhưng chúng đã thoát ra an toàn. Tính đến tháng 9 năm 2018, video này đã có hơn 130 triệu lượt xem trên YouTube. Video này đã lan truyền ở khắp Indonesia vào năm 2017, và trong cũng trong năm này, nó đã lan sang nhiều nước châu Á khác, đặc biệt là ở Đông Nam Á. Ứng dụng di động nằm trong số 10 ứng dụng được tải nhiều nhất trong danh mục ứng dụng ở Hàn Quốc, Bangladesh, Singapore, Hồng Kông và Indonesia vào năm 2017. Cũng tới tháng 9 năm 2018, một bản khác của Pinkfong ra ngày 17 tháng 6 năm 2016 đã thu về hơn 1,7 tỷ lượt xem, nằm trong Danh sách những video được xem nhiều nhất YouTube. Các bản nhảy theo điệu nhạc của Baby Shark (nổi nhất là của các nhóm nhạc Hàn Quốc) cũng được phổ biến rộng rãi thành một trào lưu, thường được gọi là Baby Shark Challenge. Dù lan truyền rộng rãi ở phương Đông, nhưng bài hát mới được lan rộng sang các nước phương Tây vào tháng 8 năm 2018. Vào tháng 9 năm 2018, Ellen DeGeneres phát hành phiên bản của riêng mình cho bài hát trên chương trình The Ellen DeGeneres Show, và James Corden biểu diễn một phiên bản trên chương trình The Late Late Show với James Corden.
Little Baby Bum, một hãng ca nhạc cho trẻ em đã cho ra mắt hai bản bài hát Baby Shark vào tháng 10 năm 2017 và tháng 8 năm 2018.
Vào ngày 13/1/2022, video bài hát đã chính thức cán mốc 10 tỷ lượt xem trên You Tube.

## Giải thưởng
| Giải thưởng (2018)                    | Số điểm |
| ------------------------------------- | ------- |
| Ireland (IRMA)                        | 54      |
| New Zealand Hot Singles (RMNZ)        | 39      |
| Scotland (OCC)                        | 12      |
| Sweden Heatseeker (Sverigetopplistan) | 9       |
| Anh Quốc (OCC)                        | 32      |

## Tranh cãi
Bên cạnh sự nổi tiếng, Baby Shark cũng nhận được nhiều lời chỉ trích từ một số người. Trong khi phiên bản gốc chỉ liệt kê các thành viên của gia đình cá mập, phiên bản của Pinkfong còn nói lên cả tính cách của những nhân vật trong bài, ví dụ như cá mập mẹ thì "xinh đẹp", cá mập bố thì "mạnh mẽ", cá mập bà thì "dịu dàng", cá mập ông thì "ngầu". Vào tháng 1 năm 2018, tờ báo Hàn Quốc Kyunghyang Shinmun đã xuất bản một bài báo lên án Baby Shark có nội dung phân biệt giới tính. Tháng 5 năm 2018, Đảng Hàn Quốc Tự do sử dụng "Baby Shark" để quảng bá ứng cử viên của mình, khiến SmartStudy đe doạ hành động pháp lý về vi phạm bản quyền.
Vào tháng 10 năm 2020, ba cán bộ trại giam ở Oklahoma bị khởi tố tội Ngược đãi phạm nhân do có hành động ép 5 phạm nhân nghe bài Baby Shark với âm lượng rất lớn trong thời gian dài.